# Карагандинский
Карагандинский — поселок в Нижнетавдинском районе Тюменской области России. Входит в состав Тюневского сельского поселения.

## География
Поселок находится на западе Тюменской области, в пределах юго-западной части Западно-Сибирской низменности, в зоне подтайги, на расстоянии примерно 53 километров (по прямой) к югу от села Нижняя Тавда, административного центра района. Абсолютная высота — 63 метра над уровнем моря.

### Климат
Климат резко континентальный с холодной продолжительной зимой и коротким тёплым летом. Средняя температура воздуха самого холодного месяца (января) — −18,6 °C (абсолютный минимум — −53 °C); самого тёплого месяца (июля) — 17,6 °C (абсолютный максимум — 38 °С). Безморозный период длится в среднем 111 дней. Среднегодовое количество атмосферных осадков составляет 300—400 мм, из которых 70 % выпадает в тёплый период. Продолжительность залегания снежного покрова составляет в среднем 156 дней.

### Часовой пояс
Поселок Карагандинский, как и вся Тюменская область, находится в часовой зоне МСК+2. Смещение применяемого времени относительно UTC составляет +5:00.

## Население
| 2010 |
| ---- |
| 411  |

## Инфраструктура
В поселке 10 улиц: Центральная улица, Дорожная улица, Майский переулок, Озерная улица, Аракчинская улица, Улица Водозабор, Лесная улица, Гаражная улица, Молодежный переулок, Улица Дружбы. В поселке находится детский сад. 